# Future Now Tour
Die Future Now Tour ist die erste gemeinsame Konzerttournee der US-amerikanischen Sängerin Demi Lovato und des US-amerikanischen Sängers Nick Jonas. Bei der Tournee werden das fünfte Studioalbum von Lovato und das dritte Studioalbum von Jonas vorgestellt. Die Tournee begann am 29. Juni 2016 in Atlanta und endete am 17. September 2016 in Inglewood.

## Hintergrund
Lovato und Jonas kündigten die Tournee und deren Daten am 26. Oktober 2015 bei der Elvis Duran Show an. Ab dem 7. November 2015 wurden die Konzertkarten zum Kauf angeboten.

## Songliste
1. Levels
2. Champagne Problems
3. Teacher
4. Good Thing
5. The Difference
6. Bacon
7. Numb
8. Chains
9. Confident
10. Heart Attack
11. Neon Lights
12. For You
13. Body Say
14. Fix a Heart
15. Nightingale
16. Warrior
17. Lionheart
18. Give Your Heart a Break
19. Stone Cold
20. Chainsaw
21. Close
22. Jealous
23. Skyscraper
24. Cool for the Summer

## Konzerte
| Datum              | Stadt            | Land               | Veranstaltungsort               | Vorgruppe             | Besucherzahl | Einnahmen   |
| Nordamerika        | Nordamerika      | Nordamerika        | Nordamerika                     | Nordamerika           | Nordamerika  | Nordamerika |
| ------------------ | ---------------- | ------------------ | ------------------------------- | --------------------- | ------------ | ----------- |
| 29. Juni 2016      | Atlanta          | Vereinigte Staaten | Philips Arena                   | Rich Homie Quan Migos | —            | —           |
| 1. Juli 2016       | Sunrise          | Vereinigte Staaten | BB&T Center                     | Marshmello            | —            | —           |
| 2. Juli 2016       | Orlando          | Vereinigte Staaten | Amway Center                    | DJ R                  | —            | —           |
| 6. Juli 2016       | Uncasville       | Vereinigte Staaten | Mohegan Sun Arena               | Mike Posner           | —            | —           |
| 8. Juli 2016       | Brooklyn         | Vereinigte Staaten | Barclays Center                 | Mike Posner           | —            | —           |
| 9. Juli 2016       | Portland         | Vereinigte Staaten | Cross Insurance Arena           | Mike Posner           | —            | —           |
| 12. Juli 2016      | Newark           | Vereinigte Staaten | Prudential Center               | Mike Posner           | —            | —           |
| 14. Juli 2016      | Camden           | Vereinigte Staaten | BB&T Pavilion                   | Mike Posner           | —            | —           |
| 16. Juli 2016      | Hershey          | Vereinigte Staaten | Hersheypark Stadium             | Mike Posner           | —            | —           |
| 17. Juli 2016      | Buffalo          | Vereinigte Staaten | First Niagara Center            | Mike Posner           | —            | —           |
| 20. Juli 2016      | Boston           | Vereinigte Staaten | TD Garden                       | Mike Posner           | —            | —           |
| 22. Juli 2016      | Montreal         | Kanada             | Bell Centre                     | Mike Posner           | —            | —           |
| 23. Juli 2016      | Toronto          | Kanada             | Air Canada Centre               | Mike Posner           | —            | —           |
| 26. Juli 2016      | Washington, D.C. | Vereinigte Staaten | Verizon Center                  | Mike Posner           | —            | —           |
| 27. Juli 2016      | Columbus         | Vereinigte Staaten | Schottenstein Center            | Mike Posner           | —            | —           |
| 29. Juli 2016      | Louisville       | Vereinigte Staaten | KFC Yum! Center                 | Mike Posner           | —            | —           |
| 30. Juli 2016      | Auburn Hills     | Vereinigte Staaten | The Palace of Auburn Hills      | Mike Posner           | —            | —           |
| 2. August 2016     | Rosemont         | Vereinigte Staaten | Allstate Arena                  | Mike Posner           | —            | —           |
| 3. August 2016     | Indianapolis     | Vereinigte Staaten | Bankers Life Fieldhouse         | Mike Posner           | —            | —           |
| 5. August 2016     | St. Louis        | Vereinigte Staaten | Scottrade Center                | Mike Posner           | —            | —           |
| 6. August 2016     | Kansas City      | Vereinigte Staaten | Sprint Center                   | Mike Posner           | —            | —           |
| 9. August 2016     | Denver           | Vereinigte Staaten | Pepsi Center                    | Mike Posner           | —            | —           |
| 11. August 2016    | Salt Lake City   | Vereinigte Staaten | Vivint Smart Home Arena         | Mike Posner           | —            | —           |
| 13. August 2016    | Las Vegas        | Vereinigte Staaten | MGM Grand Garden Arena          | Mike Posner           | —            | —           |
| 14. August 2016    | Chula Vista      | Vereinigte Staaten | Sleep Train Amphitheatre        | Mike Posner           | —            | —           |
| 17. August 2016    | Anaheim          | Vereinigte Staaten | Honda Center                    | Mike Posner           | —            | —           |
| 18. August 2016    | San José         | Vereinigte Staaten | SAP Center                      | —                     | —            |             |
| 20. August 2016    | Portland         | Vereinigte Staaten | Moda Center                     | —                     | —            |             |
| 21. August 2016    | Seattle          | Vereinigte Staaten | KeyArena                        | —                     | —            |             |
| 24. August 2016    | Vancouver        | Kanada             | Rogers Arena                    | Mike Posner           | —            | —           |
| 26. August 2016    | Edmonton         | Kanada             | Rexall Place                    | Mike Posner           | —            | —           |
| 27. August 2016    | Calgary          | Kanada             | Scotiabank Saddledome           | Mike Posner           | —            | —           |
| 29. August 2016    | Winnipeg         | Kanada             | MTS Centre                      | Mike Posner           | —            | —           |
| 31. August 2016    | St. Paul         | Vereinigte Staaten | Minnesota State Fair Grandstand | Mike Posner           | —            | —           |
| 2. September 2016  | Cleveland        | Vereinigte Staaten | Quicken Loans Arena             | Mike Posner           | —            | —           |
| 7. September 2016  | Nashville        | Vereinigte Staaten | Bridgestone Arena               | Mike Posner           | —            | —           |
| 9. September 2016  | Houston          | Vereinigte Staaten | Toyota Center                   | Mike Posner           | —            | —           |
| 10. September 2016 | San Antonio      | Vereinigte Staaten | AT&T Center                     | Mike Posner           | —            | —           |
| 12. September 2016 | Dallas           | Vereinigte Staaten | American Airlines Center        | Mike Posner           | —            | —           |
| 14. September 2016 | Albuquerque      | Vereinigte Staaten | Isleta Amphitheater             | Mike Posner           | —            | —           |
| 16. September 2016 | Phoenix          | Vereinigte Staaten | Talking Stick Resort Arena      | Mike Posner           | —            | —           |
| 17. September 2016 | Inglewood        | Vereinigte Staaten | The Forum                       | Mike Posner           | —            | —           |
| Insgesamt          | Insgesamt        | Insgesamt          | Insgesamt                       | Insgesamt             | —            | —           |